# Diama-Damm
Der Diama-Damm ist ein 1986 fertiggestelltes Sperrwerk (Damm) im Unterlauf des Flusses Senegal in Westafrika, der hier die Grenze zwischen den Staaten Senegal und Mauretanien bildet. Der Bau war ein Projekt der Organisation pour la mise en valeur du fleuve Sénégal (OMVS) und ist benannt nach der am senegalesischen Südufer gelegenen Landgemeinde Diama.

## Aufgaben
Der Damm schützt das Landesinnere gegen Versalzung. Das Meer drang zuvor bis zu 250 Kilometer vor und machte die betroffenen Landesteile Senegals und Mauretaniens unkultivierbar. Darüber hinaus erlaubt der Damm zwei jährliche Ernten. Er erhält den Wasserstand des Guiers-Sees (Senegal) und des R’kiz-Sees (Mauretanien) und macht den Fluss schiffbar. Auch trägt er seit 2013 dazu bei, durch eine neue Pipeline die Trinkwasserversorgung der Hauptstadt Nouakchott in Mauretanien zu sichern.

## Beschreibung
Der Entwurf für den Damm stammt von Claude Bourdon. Baubeginn war der 12. September 1981. Der Bau wurde durch einen Kredit der African Development Bank über 149,5 Millionen US-Dollar finanziert.
Es handelt sich um einen Aufschüttungsdamm mit einem beweglichen Wehr. Er hat eine Höhe von 18 Metern und eine Kronenlänge von 610 Metern, wovon 440 Meter auf den nördlichen Seitendamm entfallen. Der Damm hat ein bewegliches Absperrbauwerk. Bei Niedrigwasser schließt sich der Damm, um das Einströmen von Salzwasser zu verhindern. Bei Hochwasser des Senegal ist er geöffnet, um den normalen Wasserfluss zu ermöglichen. Die Überlaufkapazität beträgt 6500 Kubikmeter pro Sekunde. Der Stausee hat eine Oberfläche von 235 Quadratkilometern. Am Südufer ist in das Staudammwerk eine Schleuse für die Schifffahrt integriert. Die Schleusenkammer misst 175 Meter Länge und 13 Meter Breite.
Über den Damm führt eine internationale Straße, die St. Louis in Senegal mit Nouakchott in Mauretanien verbindet.

## Ökologische Folgen
Das ökologische Gleichgewicht wurde durch den Bau des Staudamms gestört. Mit Hilfe eines aufwendigen Schleusensystems konnten auch Bereiche unterhalb des Staudamms, welche nach Fertigstellung vom Süßwasser weitgehend abgeschnitten waren, wieder renaturiert werden.